# White City stadion
A White City stadion egy több sportágnak is otthon adó stadion volt Londonban, Angliában, amely létesítmény az 1908. évi nyári olimpiai játékokra épült. Később az 1966-os világbajnokság egyik helyszíne volt, itt rendezték az Uruguay–Franciaország csoportmérkőzést. 1931 és 1933, illetve 1962 és 1963 között a Queens Park Rangers otthonának számított. 93000 fős befogadóképességével Anglia egyik legnagyobb stadionjának számított. 1907-ben épült és ünnepélyes keretek között 1908. április 27-én VII. Eduárd brit király nyitotta meg az érdeklődők előtt.

## Események

### Olimpiai játékok
| Dátum       | Pályaválasztó   | Eredmény | Vendég          | Forduló       |
| ----------- | --------------- | -------- | --------------- | ------------- |
| 1908.10.19. | Magyarország    | –        | Hollandia       | Negyeddöntő   |
| 1908.10.19. | Franciaország B | 0–9      | Dánia           | Negyeddöntő   |
| 1908.10.19. | Bohémia         | –        | Franciaország A | Negyeddöntő   |
| 1908.10.20. | Nagy-Britannia  | 12–1     | Svédország      | Negyeddöntő   |
| 1908.10.22. | Franciaország A | 1–17     | Dánia           | Elődöntő      |
| 1908.10.23. | Nagy-Britannia  | 4–0      | Hollandia       | Elődöntő      |
| 1908.10.23. | Hollandia       | 2–0      | Svédország      | Bronzmérkőzés |
| 1908.10.24. | Nagy-Britannia  | 2–0      | Dánia           | Döntő         |

### 1966-os világbajnokság
| Dátum       | Időpont UTC+1 | Pályaválasztó | Eredmény | Vendég        | Forduló    | Nézők  |
| ----------- | ------------- | ------------- | -------- | ------------- | ---------- | ------ |
| 1966.07.15. | 19.30         | Uruguay       | 2–1      | Franciaország | 1. csoport | 45 662 |